# Co-productiefonds Binnenlandse Omroep
Het Co-productiefonds Binnenlandse Omroep (CoBO) is een fonds dat sinds 1985 vergoedingen ontvangt van Belgische en Duitse kabelmaatschappijen die uitzendingen van de Nederlandse publieke zenders doorgeven. Het fonds geeft het geld uit aan coproductieprojecten van een of meerdere Nederlandse publieke omroepen met Belgische en Duitse publieke omroepen, onafhankelijke filmproducenten of instellingen die werkzaam zijn in de podiumkunsten. 
Voorbeelden van door CoBO gefinancierde televisieprogramma's zijn: Telefilms, Teledocs, Kort!, One Night Stand, televisieregistraties van cabaretvoorstellingen en festivals (Lowlands, North Sea Jazz Festival en het Holland Festival, Pinkpop) en de speelfilms Het bombardement, Monster van Nix, Achtste-groepers huilen niet en Alleen maar nette mensen.